# Peter Wilhelm Lund
Peter Wilhelm Lund (14. června 1801 Kodaň, Dánsko – 25. května 1880 Lagoa Santa, Brazílie) byl dánský paleontolog, zoolog a archeolog. V Brazílii, kde strávil většinu svého života, je považován za otce paleontologie a archeologie.

## Život
Peter Wilhelm Lund se narodil do bohaté rodiny v Kodani v Dánsku. Zajímal se o přírodní vědy, ačkoli nejprve začal studovat medicínu na Kodaňské univerzitě. Po smrti svého otce přešel na svůj zájmový obor. Napsal dvě oceněné disertační práce.
V roce 1825 odcestoval do Brazílie, kde strávil tři a půl roku sbíráním vzorků rostlin, ptáků a hmyzu v blízkosti města Rio de Janeiro a psaním o zvířatech (ptáci, mravencovití, plži) dané oblasti. Zpět do Evropy se vrátil v roce 1829. Získal doktorát na univerzitě v Kielu, poté cestoval po Itálii a usadil se na určitou dobu v Paříži, kde se dostal do vlivu význačného zoologa a paleontologa Georgese Cuviera.
Roku 1832 se Lund vrátil zpět do Brazílie. První dva roky trávil sběrem rostlinných vzorků v částech spolkových států Rio de Janeiro a São Paulo. V roce 1834 se setkal se sběratelem fosilií P. Claussenem, jehož práce jej zaujala, a proto se začal zabývat paleontologií. Začal hledat zkameněliny ve vápencových jeskyních v blízkosti vesnice Lagoa Santa a do roku 1846 zde se svými spolupracovníky objevil přes 12 000 fosilií. Mimo mastodontů a pozemních lenochodů to byla také kočkovitá šelma Smilodon populator, kterou popsal společně s dalšími desítkami druhů. Byl jedním z prvních, který objevil a ocenil význam jeskynních maleb v Jižní Americe. Roku 1843 pak během sucha objevil v zatopené jeskyni ostatky asi 30 lidí společně s pozůstatky dávno vyhynulých zvířat, což dokázalo koexistenci těchto druhů a kolidovalo s Cuvierovou katastrofickou teorií.
S ilustracemi prací Lundovi pomáhal norský malíř Peter Andreas Brandt.
Rok po objevu lidských pozůstatků Lund zastavil práci na vykopávkách z důvodu nedostatku financí. Svou sbírku daroval dánskému králi a lidu. Vzhledem ke svému podlomenému zdraví se rozhodl zůstat v Lagoa Santa a nevrátit se do Evropy. Zbylých 35 let svého života strávil dopisováním si s kurátory svých sbírek v Kodani a přijímáním návštěv mladých přírodovědců. Nikdy se neoženil a zemřel ve věku 78 let.

## Památka
Oblast, ve které Lund pracoval, je chráněna v rezervaci Sumidouro State Park. Jeho jméno nese odborný časopis Lundiana a brazilský druh ještěrky Heterodactylus lundii.